# 領蝴蝶魚
領蝴蝶魚，又稱環頸蝴蝶魚，為輻鰭魚綱鱸形目蝴蝶魚科的其中一種。

## 分布
本魚分布於印度西太平洋區，包括馬達加斯加、波斯灣、巴基斯坦、斯里蘭卡、印度、馬爾地夫、中國、台灣、日本、越南、泰國等海域。

## 深度
水深1至36公尺。

## 特徵
本魚體圓形，吻鈍，體側鱗片由左下向又上排列，眼後有一條灰白色橫帶，背鰭、臀鰭邊緣為棕色。臀鰭具黑緣，尾部為紅色。鰭硬棘12枚、軟條25至28枚；臀鰭硬棘3枚、軟條20至22枚。體長可達18公分。

## 生態
本魚棲息在珊瑚礁區，肉食性，以珊瑚蟲為食。

## 經濟利用
為具高價值的觀賞魚。